# Гертель, Штефан
Ште́фан Ге́ртель (нем. Stefan Gertel; 12 мая 1960, Вормс) — немецкий боксёр легчайших весовых категорий, выступал за сборную ФРГ в конце 1970-х — середине 1980-х годов. Участник летних Олимпийских игр в Лос-Анджелесе, бронзовый призёр чемпионата Европы, восьмикратный чемпион национального первенства, победитель многих международных турниров и матчевых встреч.

## Биография
Штефан Гертель родился 12 мая 1960 года в городе Вормс. Активно заниматься боксом начал в возрасте шестнадцати лет, проходил подготовку в местном спортивном клубе «Турнгемайнде 1846» под руководством тренеров Эриха Кресса и Курта Финка. Позже его наставниками были такие известные специалисты как Дитер Вемхёнер и Хельмут Ранце. Первого серьёзного успеха на ринге добился в 1978 году, когда стал чемпионом ФРГ в минимальной весовой категории — впоследствии повторил это достижение ещё семь раз (один раз в наилегчайшем весе, четырежды в легчайшем и дважды в полулёгком). Год спустя побывал на чемпионате Европы в Кёльне, но дошёл там только до стадии четвертьфиналов, проиграв 2:3 болгарину Георгию Георгиеву. Являлся главным кандидатом на участие в летних Олимпийских играх 1980 года в Москве, однако Западная Германия в числе прочих стран бойкотировала эти соревнования, и поездка на Олимпиаду не состоялась.
В 1981 году Гертель завоевал бронзовую медаль на чемпионате Европы в Тампере и серебряную на чемпионате мира среди военнослужащих в Джэксонвилле. Через год занял третье место на Химическом кубке в Галле и поучаствовал в домашнем мировом первенстве в Мюнхене, где, тем не менее, не смог пройти дальше предварительной стадии. В 1983 году занял девятое место на чемпионате Европы в Варне, получил серебро на чемпионате мира Вооружённых сил. Благодаря череде удачных выступлений удостоился права защищать честь страны на Олимпийских играх 1984 года в Лос-Анджелесе, возлагал на этот турнир большие надежды, поскольку сильные сборные социалистических стран по политическим причинам сюда не приехали. Однако в первом же матче против малоизвестного французского боксёра Гертель пропустил сильный удар и получил перелом челюсти, в результате чего вынужден был отказаться от дальнейшего участия в соревнованиях.
Восстановившись после тяжёлой травмы, в 1985 году Гертель всё-таки вернулся на ринг и выиграл первенство ФРГ в полулёгком весе. Он продолжал боксировать вплоть до 1990 года, вновь поднимался на верхнюю ступень пьедестала национального чемпионата, хотя в последнее время уже не показывал сколько-нибудь значимых результатов и в крупных международных турнирах не участвовал. Всего за свою долгую любительскую карьеру провёл более 300 боёв, из них примерно 275 окончил победой.
Его младший брат Хельмут тоже был довольно известным боксёром, тоже представлял страну на Олимпийских играх 1984 года.